# Eleição municipal de Brusque em 2016
A eleição municipal de Brusque em 2016 foi realizada para eleger um prefeito, um vice-prefeito e 15 vereadores no município de Brusque, no estado brasileiro de Santa Catarina. Foram eleitos Jonas Oscar Paegle (PSB) e José Ari Vequi para os cargos de prefeito(a) e vice-prefeito(a), respectivamente. Segundo a Constituição, os candidatos foram eleitos para um mandato de quatro anos a se iniciar em 1º de janeiro de 2017. A decisão para os cargos da administração municipal, segundo o Tribunal Superior Eleitoral, contou com 84 382 eleitores aptos e 12 579 abstenções, de forma que 14.91% do eleitorado não compareceu às urnas naquele turno.

## Antecedentes
Na eleição municipal de 2012, Paulo Eccel (PT) derrotou Silvio Bertolini (PSDB) com 95,74% dos votos válidos no primeiro turno. O candidato do PT foi reeleito à prefeitura de Brusque em 2012 com 46,31% do total dos votos e afirmou que o eleitorado juvenil foi essencial para a sua vitória nas urnas. 

## Campanha
O médico Jonas Oscar Paegle (PSB) substituiu Ciro Roza, também do PSB, depois que a sua candidatura foi impugnada pela Justiça Eleitoral. O candidato Dr. Jonas acreditava que a saúde era a área mais deficitária da prefeitura em 2016. De acordo com a matéria publicada no jornal O Município, para ele havia muita burocratização e demora na marcação de exames especializados. Na opinião do candidato, a medida para melhorar o atendimento era desburocratizar o sistema de saúde. 

## Resultados

### Eleição municipal de Brusque em 2016 para Prefeito
A eleição para prefeito contou com 7 candidatos em 2016: Jones Bosio do Democratas (Brasil), José Gustavo Halfpap do Partido dos Trabalhadores, Jose Luiz Cunha do Progressistas, Jonas Oscar Paegle do Partido Socialista Brasileiro, Odirlei Dell Agnolo do Solidariedade (partido político), Jadir Pedrini do Partido Republicano da Ordem Social, Francisco Luiz Cordeiro do Partido Socialismo e Liberdade que obtiveram, respectivamente, 11 447, 6 167, 10 919, 25 171, 5 892, 2 436, 172 votos. O Tribunal Superior Eleitoral também contabilizou 14.91% de abstenções nesse turno.
| Candidato(a)                   | Vice                         | Coligação                                      | Votos recebidos | Percentual |
| ------------------------------ | ---------------------------- | ---------------------------------------------- | --------------- | ---------- |
| Jonas Oscar Paegle (PSB)       | José Ari Vequi               | Integração e Progresso                         | 25171           | 40.47%     |
| Jones Bosio (DEM)              | Moacir Giraldi               | A Força da Renovação                           | 11447           | 18.4%      |
| Jose Luiz Cunha (PP)           | Ademar Sapelli               | Inova Brusque                                  | 10919           | 17.55%     |
| José Gustavo Halfpap (PT)      | Felipe Belotto Santos        | Frente Brusque em Primeiro Lugar               | 6167            | 9.91%      |
| Odirlei Dell Agnolo (SD)       | Heins Roberto Lombardi       | Juventude, Participação e Renovação            | 5892            | 9.47%      |
| Jadir Pedrini (PROS)           | Roberto Pedro Prudencio Neto | Renova Brusque                                 | 2436            | 3.92%      |
| Francisco Luiz Cordeiro (PSOL) | Flávio Francisco Bettinelli  | Partido Socialismo e Liberdade (sem coligação) | 172             | 0.28%      |

### Eleição municipal de Brusque em 2016 para Vereador
Na decisão para o cargo de vereador na eleição municipal de 2016, foram eleitos 15 vereadores com um total de 63 125 votos válidos. O Tribunal Superior Eleitoral contabilizou 3 789 votos em branco e 4 889 votos nulos. De um total de 84 382 eleitores aptos, 12 579 (14.91%) não compareceram às urnas.
| Nome                              | Partido político                               | Coligação                                               | Votos recebidos | Percentual |
| --------------------------------- | ---------------------------------------------- | ------------------------------------------------------- | --------------- | ---------- |
| Sebastião Alexandre Isfer de Lima | Partido da Social Democracia Brasileira (PSDB) | Partido da Social Democracia Brasileira (sem coligação) | 1929            | 3.06%      |
| Gerson Luiz Morelli               | Partido Socialista Brasileiro (PSB)            | Partido Socialista Brasileiro (sem coligação)           | 1718            | 2.72%      |
| Jose Zancanaro                    | Partido Socialista Brasileiro (PSB)            | Partido Socialista Brasileiro (sem coligação)           | 1359            | 2.15%      |
| Jean Daniel dos Santos Pirola     | Partido Progressista (PP)                      | Partido Progressista (sem coligação)                    | 1322            | 2.09%      |
| Paulo Rodrigo Sestrem             | Partido Republicano Progressista (PRP)         | Participação e Renovação                                | 1250            | 1.98%      |
| Deivis da Silva                   | Movimento Democrático Brasileiro (MDB)         | Movimento Democrático Brasileiro (sem coligação)        | 1184            | 1.88%      |
| Ivan Roberto Martins              | Partido Social Democrático (PSD)               | Partido Social Democrático (sem coligação)              | 1159            | 1.84%      |
| Rogério dos Santos                | Partido Social Democrático (PSD)               | Partido Social Democrático (sem coligação)              | 1151            | 1.82%      |
| Joaquim Costa                     | Movimento Democrático Brasileiro (MDB)         | Movimento Democrático Brasileiro (sem coligação)        | 1059            | 1.68%      |
| Cleiton Luiz Bittelbrunn          | Partido Republicano Progressista (PRP)         | Participação e Renovação                                | 975             | 1.54%      |
| Ana Helena Boos                   | Partido Progressista (PP)                      | Partido Progressista (sem coligação)                    | 898             | 1.42%      |
| Marcos Deichmann                  | Patriota (PATRI)                               | Patriota (sem coligação)                                | 897             | 1.42%      |
| Celso Carlos Emydio da Silva      | Democratas (DEM)                               | Democratas (sem coligação)                              | 674             | 1.07%      |
| Leonardo Schmitz                  | Democratas (DEM)                               | Democratas (sem coligação)                              | 636             | 1.01%      |
| Claudemir Duarte                  | Partido dos Trabalhadores (PT)                 | Frente Brusque em Primeiro Lugar                        | 599             | 0.95%      |

## Análise
A vitória de Jonas Oscar Paegle (PSB) na eleição municipal de Brusque em 2016 foi motivo de alegria para o candidato. Em entrevista ao jornal O Município, logo após as apurações, ele afirmou: "Só posso agradecer a população que me confiou o seu voto. Não há outra palavra para este momento do que a de agradecimento". No entanto, depois de um semestre de governo, o candidato falou sobre as dificuldades que estava enfrentando no novo cargo. Entre as preocupações citadas, ele mencionou a decepção que teve com o ritmo lento do sistema de decisões no setor público. Declarou: "Me empolguei demais e depois vi tudo amarrado". Porém, apesar da situação em que se encontrava, Dr. Jonas acreditava que o governo estava indo bem.